# Salon de l'automobile de Bologne
Le Salon de l'automobile de Bologne (en italien : Salone internazionale dell'auto e della moto di Bologna) est une exposition internationale reconnue par l'Organisation internationale des constructeurs automobiles (OICA) qui se tient début décembre depuis 1976 à Bologne, Italie, dans les salons de la Foire de Bologne. C'est devenu un des plus importants salons de l'automobile et de la moto au monde. Il est unique en son genre car en plus de la partie exposition traditionnelle, il offre une orientation sportive et dispose d'un véritable circuit d'essais en miniature accessible au public.

## Historique
Ce salon fut conçu et réalisé la première fois en 1976 par le Bolognais Mario Zodiaco, qui voulait offrir une alternative aux salons traditionnels, comme ceux de Turin ou de Genève. Mario Zodiaco créa une société avec les pilotes auto Sandro Munari et moto Giacomo Agostini pour la gestion du Motor Show et sa promotion. Après l'édition de 1980, il céda toutes ses parts à Alfredo Cazzola qui, avec sa société Promotor, a repris la gestion du salon.
La manifestation dure un peu plus d'une semaine et accueille tous les constructeurs mondiaux automobiles et motos.
De nombreux artistes et personnalités sont présents à chaque édition du Motor Show ainsi que des professionnels des sports mécaniques à deux ou quatre roues. La manifestation est maintenant mondialement reconnue et en plus de la présentation de modèles récents de voitures ou de prototypes de future production, des compétitions et des exhibitions sont organisées à l'extérieur des pavillons d'exposition, sur des circuits miniatures, auxquelles participent les meilleurs acteurs internationaux de chaque discipline sportive liée au monde de l'automobile, de la Formule 1 au rallye.
La 32e édition, qui s'est déroulée du 7 au 16 décembre 2007, a accueilli 389 exposants, provenant de vingt-deux pays, qui ont occupé 140 000 m2 couverts et 90 000 m2  à l'extérieur.